# ソフィー・ディー
ソフィー・ディー (Sophie Dee、1984年1月17日 – ) は、ウェールズのポルノ女優、アダルトモデル。彼女の芸名は、モデルのソフィー・ダールに似ているとよく言われることに由来する。

## 来歴
出生名カースティ・ヒルとしてウェールズ南部のラネリで生まれた。ポルノ女優リンゼイ・ドーン・マッケンジーは異母姉である。カフェなどさまざまな仕事をした後、バーミンガムでダンサー、ストリッパーとして働いた。トップレスモデルとしてデイリースポーツ紙に掲載され、ザ・サン紙でページ・スリー・ガールとして1年半活動した。2005年1月、カリフォルニアに移住し、21歳でポルノ映画デビューを果たした。
2008年3月から10月にかけて「Booble.com」のカバーガールを務めた。2009年、豊胸手術を受けバストを91cmDDカップまで増量させた。
『新ビバリーヒルズ青春白書』のシーズン1にエキストラとして出演し、『Showtime』シリーズにLookという役で出演した。また、『Ricky Longdick and the Golden Error of Porn』と言う独立系映画の主演女優であり、『ハングオーバーゲーム』に出演するなど、一般映画女優としてのキャリアも持っている。2011年、『Sophie Dee's My Point of View』で監督としてデビューし、主演も務めた。2011年9月、オーストラリアのPeople誌の表紙を飾った。
5年近くポルノ業界から離れた後、2019年に制作会社ヴィクセン・スタジオで仕事を再開した。2019年5月、ヴィクセン・ウェブサイトの「ヴィクセン・エンジェル・オブ・ザ・マンス」に選ばれた。

## 出演作の一部

### ポルノ映画
- 2006: Big Wet Asses|Big Wet Asses 9
- 2006: Belladonna: No Warning 2
- 2007: MILFs In Heat 3
- 2008: Seymore Butts Squirting Sophie Gaping Gwen
- 2009: Masturbation Nation 2
- 2009: POV Jugg Fuckers 2
- 2009: Monster Curves 3
- 2010: Interracial Anal Love 5
- 2010: Lexington Loves Sophie Dee
- 2010: Sophie Dee's Fat Ass And Tits
- 2011: American Werewolf In London XXX: Porn Parody
- 2012: Cumming Inside Sophie Dee
- 2012: Dirty White Pussys
- 2012: Pool Party at Seymore's 3: The Sext Generation
- 2012: Titty Creampies 2
- 2012: Under My Pussy
- 2013: 001 Angela White X Sophie Dee
- 2013: Big Bodacious Knockers 9
- 2013: Huge Boobs 3
- 2014: Amazing Asses 13
- 2014: Big Wet Butts 12
- 2014: Busty Working Girls
- 2014: Naughty Office 36
- 2014: Tits for Hire
- 2014: What a Rack 3
- 2018: OMG! You Came In Me
- 2018: Young Pussy 3
- 2019: Insatiable (II)
- 2019: Sophie Dee Huge Tits Pawg with a Deep Asshole to Fuck
- 2019: Sophie Dee Is Evil
- 2020: Beautiful Stars 5
- 2020: Sophie Dee . Big Tits and Big Ass
- 2020: Sophie Dee: Commando Anal

### 一般作品
- 2008: 9to5 – Days in Porn (ドキュメンタリー映画)
- 2010: 新ビバリーヒルズ青春白書（シーズン3-3「眠れぬ夜」(2021 Vision)）
- 2013: New Girl / ダサかわ女子と三銃士（シーズン3-7「帰ってきたコーチ」(Coach)）
- 2014: ハングオーバーゲーム（英語版）
- 2014: A Haunted House 2
- 2014: バッド・アス ジャスティス・リターンズ (Bad Ass 2: Bad Asses)

## 受賞
- 2011: アーバンXアワード – Interracial Star of the Year[16]
- 2011: アーバンXアワード – Best Three-Way Sex Scene ("Sophie Dee's 3 Ways")[16]
- 2011: Miss-FreeOnes[17]
- 2019: アーバンXアワード – Cumback Star of the Year[18]
- 2021: XBIZ賞 – Premium Social Media Star of the Year[19]